# 黑克格倫德巴赫河
50°7′24″N 11°17′47″E / 50.12333°N 11.29639°E
黑克格倫德巴赫河是德國的河流，位於該國東南部，由巴伐利亞負責管轄，屬於美因河的右支流，河道全長1.6公里，流域面積14.1平方公里。